# Ranua
Ranua là một đô thị Phần Lan
Đô thị này nằm ở tỉnh Lapland. Dân số là 4.429 người với diện tích là 3.694,81 km² trong đó 241,01 km² là diện tích mặt nước. Mật độ dân số là 1.3 người mỗi km².
Đây là đô thị chỉ sử dụng tiếng Phần Lan. Ở đây có sở thú Ranua, một công viên động vật hoang dã với các loài thú bắc cự, là sở thú cực bắc của thế giới.

## Thành phố kết nghĩa
- Iwasaki, Nhật Bản (từ năm 1990)